# Carenochyrus
Carenochyrus titanus es una  especie de coleóptero adéfago de la familia Carabidae y el único miembro del género monotípico Carenochyrus.